# Lliga catalana d'hoquei sobre patins femenina
La Lliga Catalana d'hoquei patins femenina és una competició esportiva de club d'hoquei patins catalans, creada la temporada 2020-21. De caràcter anual, és organitzada per la Federació Catalana de Patinatge. Es disputa en dues fases, una primera en format de lliga regular, i una segona en format de final a quatre. A la primera fase, els equips participants disputen una lligueta que defineix els participants de la següent fase. A la fase final, els quatre semifinalistes disputen una final a quatre, en una seu neutral, que decideix el campió de Lliga. La competició se celebra a principis de la temporada, normalment al mes de setembre o octubre. La fase final és retransmesa en directe per streaming i pel canal Esport3.
Aquest torneig és continuador de la Lliga catalana, considerada la primera competició oficial d'hoquei sobre patins a l'estat Espanyol, creada la temporada 1989-90. Hi van participar el Club Hoquei Canet de Mar, Club Patí Corberà de Llobregat, Club Hoquei Sant Feliu de Codines, Club Hoquei Santa Perpètua, Club Hoquei Badia i Unió Esportiva Hoquei Barberà, que fou el primer campió.

## Clubs participants
La IV edició de la Lliga Catalana participen vuit equips catalans de l'OK Lliga femenina més el CP Fraga, com a equip convidat. S'agrupen en tres grups i disputen la fase final els tres primers de cada grup i el millor segon.
- ORKLA Bigues i Riells
- Cerdanyola Club Hoquei
- Martinelia Club Patí Manlleu
- Lidergrip Club Hoquei Mataró
- Generali Hoquei Club Palau de Plegamans
- Oxigen Patí Hoquei Club Sant Cugat
- Club Patí Vila-sana
- Club Patí Voltregà

## Historial
| En negreta = Equip guanyador (prò.) = Pròrroga (p.) = Penals (1) = Nombre de campionats Nota: Noms dels equips segons l'època |

| Edició                               | Temp.                                | Data                                 | Campió                               | Resultat                             | Finalista                            | Seu                                            | Ref.                                 |
| Lliga catalana d'hoquei sobre patins | Lliga catalana d'hoquei sobre patins | Lliga catalana d'hoquei sobre patins | Lliga catalana d'hoquei sobre patins | Lliga catalana d'hoquei sobre patins | Lliga catalana d'hoquei sobre patins | Lliga catalana d'hoquei sobre patins           | Lliga catalana d'hoquei sobre patins |
| ------------------------------------ | ------------------------------------ | ------------------------------------ | ------------------------------------ | ------------------------------------ | ------------------------------------ | ---------------------------------------------- | ------------------------------------ |
| I                                    | 1989-90                              | N/D                                  | UEH Barberà (1)                      | lligueta                             |                                      | N/D                                            | [ 3 ]                                |
| II                                   | 1990-91                              | N/D                                  | CH Badia (1)                         | lligueta                             | CH Santa Perpètua                    | N/D                                            | [ 5 ]                                |
| III                                  | 1991-92                              | N/D                                  | UEH Barberà (2)                      | lligueta                             | CN Igualada                          | N/D                                            | [ 5 ]                                |
| IV                                   | 1992-93                              | N/D                                  | CN Igualada (1)                      | lligueta                             |                                      | N/D                                            | [ 6 ]                                |
| V                                    | 1993-94                              | N/D                                  | CN Igualada (2)                      | lligueta                             |                                      | N/D                                            | [ 5 ]                                |
| VI                                   | 1994-95                              | N/D                                  | CN Igualada (3)                      | lligueta                             |                                      | N/D                                            | [ 5 ]                                |
| VII                                  | 1995-96                              | N/D                                  | CN Igualada (4)                      | lligueta                             |                                      | N/D                                            | [ 5 ]                                |
| VIII                                 | 1996-97                              | N/D                                  | CN Igualada (5)                      | lligueta                             |                                      | N/D                                            | [ 5 ]                                |
| IX                                   | 1997-98                              | N/D                                  | CN Igualada (6)                      | lligueta                             |                                      | N/D                                            | [ 5 ]                                |
| X                                    | 1998-99                              | N/D                                  | CHP Bigues i Riells (1)              | lligueta                             |                                      | N/D                                            |                                      |
| XI                                   | 1999-00                              | N/D                                  | CE Arenys de Munt (1)                | lligueta                             | CN Igualada                          | N/D                                            | [ 5 ]                                |
| XII                                  | 2000-01                              | N/D                                  | CHP Bigues i Riells (2)              | lligueta                             |                                      | N/D                                            | [ 7 ]                                |
| XIII                                 | 2001-02                              | N/D                                  | CE Arenys de Munt (2)                | lligueta                             | CP Voltregà                          | N/D                                            | [ 8 ]                                |
| XIV                                  | 2002-03                              | N/D                                  | CP Voltregà (1)                      | lligueta                             | HC Salt                              | N/D                                            | [ 9 ]                                |
| XV                                   | 2003-04                              | N/D                                  | CP Voltregà (2)                      | lligueta                             | CE Arenys de Munt                    | N/D                                            | [ 9 ]                                |
| XVI                                  | 2004-05                              | N/D                                  | CP Voltregà (3)                      | lligueta                             | CE Arenys de Munt                    | N/D                                            | [ 9 ] [ 10 ]                         |
| XVII                                 | 2005-06                              | N/D                                  | CP Voltregà (4)                      | lligueta                             | CE Arenys de Munt                    | N/D                                            | [ 9 ]                                |
| XVIII                                | 2006-07                              | N/D                                  | CP Voltregà (5)                      | lligueta                             | CH Mataró                            | N/D                                            | [ 9 ]                                |
| XIX                                  | 2007-08                              | N/D                                  | CP Voltregà (6)                      | lligueta                             | Igualada Femení HCP                  | N/D                                            | [ 9 ]                                |
| XX                                   | 2008-09                              | N/D                                  | CP Voltregà (7)                      | lligueta                             | CP Vilanova                          | N/D                                            | [ 9 ]                                |
| Hoquei Lliga Catalana Femenina       |                                      |                                      |                                      |                                      |                                      |                                                |                                      |
| I                                    | 2020-21                              | 20-09-2020                           | HC Palau de Plegamans (1)            | 4-2                                  | CP Manlleu                           | Pavelló Maria Víctor, Palau-solità i Plegamans | [ 11 ]                               |
| II                                   | 2021-22                              | 24-10-2021                           | Martinelia Manlleu (1)               | 6-5                                  | Cerdanyola Feníe Energía             | Pavelló Municipal de Santa Perpètua de Mogoda  | [ 12 ]                               |
| III                                  | 2022-23                              | 13-12-2022                           | Voltregà Stern Motor (8)             | 4-3                                  | Solideo Sant Cugat                   | Pavelló Municipal de Santa Perpètua de Mogoda  | [ 13 ]                               |
| IV                                   | 2023-24                              | 10-12-2023                           | HC Palau de Plegamans (2)            | 6-2                                  | CP Esneca Fraga                      | Pavelló Dani Pedrosa, Castellar del Vallès     | [ 14 ]                               |
| V                                    | 2024-25                              | 06-10-2024                           | Cerdanyola CH (1)                    | 4-3                                  | HC Palau de Plegamans                | Pavelló Municipal, Roda de Ter                 | [ 15 ]                               |

## Palmarès
| Equip                            | Campió | Subcampió | Finals | Anys campió                                                            | Anys subcampió   |
| -------------------------------- | ------ | --------- | ------ | ---------------------------------------------------------------------- | ---------------- |
| Club Patí Voltregà               | 8      | 0         | 8      | 2002-03, 2003-04, 2004-05, 2005-06, 2006-07, 2007-08, 2008-09, 2022-23 | —                |
| Club Natació Igualada            | 6      | 2         | 8      | 1992-93, 1993-94, 1994-95, 1995-96, 1996-97, 1997-98                   | 1991-92, 1999-00 |
| Hoquei Club Palau de Plegamans   | 2      | 1         | 3      | 2020-21, 2023-24                                                       | 2024-25          |
| Unió Esportiva Hoquei Barberà    | 2      | 0         | 2      | 1989-90, 1991-92                                                       | —                |
| Club Hoquei Patí Bigues i Riells | 2      | 0         | 2      | 1998-99, 2000-01                                                       | —                |
| Centre d'Esports Arenys de Munt  | 2      | 0         | 2      | 1998-99, 2001-02                                                       | —                |
| Club Patí Manlleu                | 1      | 1         | 2      | 2021-22                                                                | 2020-21          |
| Cerdanyola Club Hoquei           | 1      | 1         | 2      | 2024-25                                                                | 2021-22          |
| Club Hoquei Badia                | 1      | 0         | 1      | 1990-91                                                                | —                |
| Club Patí Fraga                  | 0      | 1         | 1      | —                                                                      | 2023-24          |